# Jean Dides
 (mai 2024).
Si vous disposez d'ouvrages ou d'articles de référence ou si vous connaissez des sites web de qualité traitant du thème abordé ici, merci de compléter l'article en donnant les références utiles à sa vérifiabilité et en les liant à la section « Notes et références ».
Jean Émile Dides (Paris, 5 août 1915 – Royan, 2 avril 2004) était un commissaire de police du Service des Renseignements généraux (RG) sous le gouvernement Pierre Mendès France, conseiller municipal et député poujadiste français. Chargé de la Ve section des Renseignements généraux dont la mission était de traquer les Résistants étrangers sous Vichy, il est en septembre 1944 évincé pour quelques semaines de la Préfecture de Police puis réintégré ensuite.  
Après sa réintégration au sein de la police parisienne, il s'engage dans la lutte anti-communiste, devenant le principal adjoint dans cette mission du préfet de police de Paris Jean Baylot. Écarté de son poste de commissaire à la suite de l'« affaire des fuites » de 1954, qui déstabilise le ministre de l'Intérieur François Mitterrand, jugé trop favorable à la décolonisation, il se fait élire député aux élections législatives de janvier 1956 sous la bannière du parti poujadiste : Union et fraternité française. Jean Dides conserve toutefois son influence dans la police, en particulier lors de la crise de mai 1958 où les forces de la Police parisienne partagent ses opinions.

## Vichy et l'après-guerre
Jean Dides devient inspecteur de police en 1940. Deux ans plus tard, il est nommé par Lucien Rottée, alors directeur des Renseignements Généraux de la Préfecture de Police (qui sera fusillé à la Libération en raison de sa collaboration avec les autorités d' occupation), inspecteur principal des RG à la 5e section, chargée en particulier de la répression des Résistants étrangers. À la suite de l'épuration toute relative dans les rangs de la police française, qui a obéi aux ordres du gouvernement de Vichy pendant quatre ans, les 5 000 policiers (sur un total de 21 000 affectés au sein des différentes directions de la Préfecture de Police à Paris) mis à l'écart par les commissions administratives d'épuration instaurées en septembre-octobre 1944 et ayant agi jusqu'en mai 1945- constituent une « Amicale des Éloignés de l'Administration » en 1946. Trois ans plus tard, ils créent « l’Association amicale de défense des intérêts professionnels des gradés de la police municipale », composée des 2 200 policiers de la préfecture de la police effectivement inquiétés pour faits de collaboration, après la Libération. Celle-ci est dirigée par Jean Dides, qui n'a lui-même été suspendu que quelques semaines, par une commission administrative présidée par un ancien inspecteur principal, membre de la 5e section des Renseignements généraux de la P.P. : Migeon.
Il devient membre du parti gaulliste RPF en 1947 et se spécialise dans la surveillance et la répression des communistes, devenus " ennemis de l'intérieur " en tant qu'alliés des pays communistes et de l'Union soviétique, notamment avec le  renvoi, en mai 1947, des ministres communistes du gouvernement par le président du conseil, M. Ramadier. 
Jean Dides rédige ainsi une brochure interne du RPF, intitulée La lutte pour le pouvoir, où on peut lire : « Nous voulons considérer que le PCF, danger national, doit être détruit. Nous voulons l’éclatement de son appareil, de ses moyens et, le cas échéant, de ses chefs ». La fédération des syndicats composant la CGT-Police est alors épurée par le ministre socialiste de l'intérieur Jules Moch  et le ministre décide que 800 policiers accusés de sympathie avec le PCF sont révoqués et 2 200 autres  mutés. Jean Dides dépose alors un recours au Conseil d'État, à la suite duquel soixante commissaires nommés au titre de la Résistance voient leur nomination annuler ou sont mis à la retraite puis il devient dirigeant du syndicat des commissaires de police.
L'ancien secrétaire général au SGP (Syndicat général de la police), Jean Chaunac, déclarait ainsi dans un entretien avec l'historien Maurice Rajsfus :

« Dès 1947, avec l'aide du commissaire Jean Dides, le pouvoir mettait en place une police de l'ombre susceptible de monter des mauvais coups, de pratiquer le fichage, l'espionnage et la provocation d'une manière structurée. S'ajoutait à cela la mise en place de réseaux dont le rôle était d'intimider les témoins. Tout ce système de perversion civique sera institutionnalisé avec l'arrivée de Jean Baylot à la tête de la préfecture de police, en 1951. »

Jean Dides sera révoqué de ses fonctions de commissaire après l'affaire des fuites du Comité supérieur de la Défense nationale, en 1954.  Il est le destinataire de plusieurs comptes rendus du Comité, prétendûment dérobés par un informateur, le journaliste André Baranès, sur le bureau de Jacques Duclos. Ces documents ont en fait été transmis à Emmanuel d'Astier de La Vigerie par deux collaborateurs du Secrétariat général du CSDN. D'Astier les a communiqués à des amis politiques, puis à Baranès afin qu'il les remette à Dides. L'objectif est de déstabiliser les gouvernements Laniel et Mendès France en faisant croire à la trahison d'un ministre. Jean Dides tente d'orienter le soupçon vers François Mitterrand, alors Ministre de l'Intérieur. Le Président du conseil, Pierre Mendès France, fait faire une enquête par la DST en septembre. L'affaire est élucidée un mois plus tard. Turpin et Labrusse, les fonctionnaires à l'origine des fuites, sont condamnés pour haute trahison.
Jean Dides est ensuite élu député poujadiste en janvier 1956, sous la bannière de l'Union et fraternité française, ce qui le protège de toute poursuite judiciaire concernant l'affaire des fuites (le procès a lieu la même année). Il intègre le groupe de pression « Algérie française » à la Chambre des députés. Il fait partie du Front national pour l'Algérie française (FNAF).  Il continue toutefois à se servir de son influence dans la police. Ainsi, lors de la crise de mai 1958, quand les militaires menacent de lancer l'Opération Résurrection en Corse et de lancer des parachutistes sur Paris, le ministre de l'Intérieur Jules Moch pressent qu'il ne peut s'appuyer sur les forces de l'ordre pour résister au coup d'État. Ainsi, Merry Bromberger et Serge Bromberger écrivent dans Les 13 complots du 13 mai:

« La police? Il [Jules Moch] sait depuis le 13 mars qu'il n'y a pas à compter sur elle. Ce soir-là, sortant du Palais Bourbon, il a vu défiler les agents et les inspecteurs huant les députés. Il a bien entendu des cris de "Morts aux Juifs". Les 20 000 gardiens de la paix de Paris, sont en majorité "didistes", gagnés au mouvement du commissaire Dides pour un régime autoritaire. »

Selon l’audition d’Alain Guérin, journaliste à L’Humanité, devant l’Assemblée nationale lors de l’enquête parlementaire concernant le SAC (Service d’action civique), le service d’ordre gaulliste dissous en 1982 après la tuerie d’Auriol, « Historiquement, le service d’ordre du RPF a donné naissance au réseau Dides qui était aussi une antenne américaine comme il en existait d’autres en Italie. » Après lecture de son audition, Alain Guérin a fait annexer la remarque suivante : « Le réseau Dides doit son nom au commissaire Jean Dides, plus tard député poujadiste. Le« réseau Dides » qui était en contact avec l’ambassade des États-Unis par l’intermédiaire d’un diplomate nommé Lallier, avait pour cheville ouvrière André Baranès et Alfred Delarue. Baranès était un membre du PCF qui s’était mis au service du directeur de la Sûreté Nationale Hirsch puis du préfet de police de Paris Jean Baylot. Alfred Delarue, alias « Monsieur Charles », était un ancien membre des Brigades spéciales sous l’occupation, condamné aux travaux forcés à la Libération, évadé du camp de Noë, récupéré par les Renseignements généraux auxquels il avait permis de retrouver leurs archives anticommunistes d’avant la Guerre. Qualifié de service « extra-muros » à la préfecture de police, le « réseau Dides » reste un des plus parfaits exemples de « police parallèle ». »
En 1959, il est élu conseiller municipal de Paris au titre du 8e secteur, 11e et 12e arrondissements, sous l'étiquette Union des indépendants et des républicains nationaux de Paris. En 1960, il cofonde le Front national pour l'Algérie française. Il siégea au sein de l'Assemblée parisienne jusqu'en 1965 sur les bancs du groupe du Centre républicain. Il y exerça les fonctions de secrétaire de la Commission de la jeunesse et des sports et de secrétaire de la 2e Commission.
Il meurt le 2 avril 2004 à Royan.
Dans une vidéo « Journal de bord » en date du 14 juillet 2018, Jean-Marie Le Pen explique que « sous la direction d'ailleurs du commissaire Dides, député du nord de Paris » une tentative d'évasion avait été prévue pour libérer Jean Bastien-Thiry, cerveau de l’attentat du Petit-Clamart contre le Général Charles De Gaulle. Jean Marie Le Pen raconte : « On y a renoncé parce que, la veille dans l’après-midi, Bastien-Thiry a fait savoir qu’ayant une grave angine, il ne pourrait pas participer à son évasion ».